# Лестер (Вермонт)
Лестер (англ. Leicester) — місто (англ. town) в США, в окрузі Еддісон штату Вермонт. Населення — 990 осіб (2020).

## Демографія
Згідно з переписом 2010 року, у місті мешкало 1100 осіб у 448 домогосподарствах у складі 302 родин. Було 658 помешкань
Расовий склад населення:
| - 97,3 % — білих - 0,5 % — корінних американців - 0,5 % — чорних або афроамериканців - 0,2 % — азіатів |

До двох чи більше рас належало 1,5 %. Частка іспаномовних становила 0,9 % від усіх жителів.
За віковим діапазоном населення розподілялося таким чином: 18,6 % — особи молодші 18 років, 64,1 % — особи у віці 18—64 років, 17,3 % — особи у віці 65 років та старші. Медіана віку мешканця становила 46,7 року. На 100 осіб жіночої статі у місті припадало 102,2 чоловіків;  на 100 жінок у віці від 18 років та старших — 102,0 чоловіків також старших 18 років.
Середній дохід на одне домашнє господарство  становив 71 982 долари США (медіана — 63 472), а середній дохід на одну сім'ю — 85 055 доларів (медіана — 79 167). Медіана доходів становила 38 750 доларів для чоловіків та 38 977 доларів для жінок. За межею бідності перебувало 8,4 % осіб, у тому числі 14,7 % дітей у віці до 18 років та 3,0 % осіб у віці 65 років та старших.
Цивільне працевлаштоване населення становило 601 особа. Основні галузі зайнятості: освіта, охорона здоров'я та соціальна допомога — 21,0 %, будівництво — 15,6 %, науковці, спеціалісти, менеджери — 12,5 %, мистецтво, розваги та відпочинок — 11,0 %.